# Barbucca diabolica
Barbucca diabolica és una espècie de peix de la família dels balitòrids i de l'ordre dels cipriniformes.
Poden atènyer fins a 2,3 cm de longitud total i mengen petits invertebrats, algues i detritus. És un peix d'aigua dolça i de clima tropical. Es troba a la península de Malaca i oest de Borneo (riu Kapuas) a Àsia.